# Marvel One-Shots
Marvel One-Shots je serija direct-to-video kratkih filmova najavljeni od strane Marvel Studia 2. kolovoza 2011. Kratki filmovi sastavni su dio MCU-a i kroz samozaključne priče koje traju između 4 i 15 minuta, nastoje proširiti spomenuti narativni svemir istražujući pozadinu ili likove viđene u igranim filmovima. Marvel One-Shots objavljeni su na Blu-ray i digitalnim izdanjima MCU filmova, ali nisu uključeni u DVD verzije. Dva kratka filma bila su inspiracija za televizijsku seriju smještenu u MCU.
Prva dva kratka filma prate lika Phila Coulsona i samostalne priče koje prikazuju tipičan dan S.H.I.E.L.D.-ovog agenta.
Treći kratki film prati mladi par, Bennie i Claire, koji nakon događaja Osvetnika pronalaze chitaurijsko oružje. U četvrtom kratkom filmu otkriveno je da je Peggy Carter bila jedna od osnivačica S.H.I.E.L.D.-a. U petom se otkriva da je pravi Mandarin, vođa terorističke skupine Deset Prstenova, bijesan na Trevora Slatteryja jer se lažno predstavljao kao on, nakon događaja u filmu Iron Man 3.

## Kratki film
| Naziv                                              | Godina | Redatelj         | Scenarista                   | Producent   | Film u kojem se pojavljuje     |
| -------------------------------------------------- | ------ | ---------------- | ---------------------------- | ----------- | ------------------------------ |
| The Consultant                                     | 2011.  | Leythum          | Eric Pearson                 | Kevin Fiege | Thor                           |
| A Funny Thing Happened on the Way to Thor's Hammer | 2011.  | Leythum          | Eric Pearson                 | Kevin Fiege | Kapetan Amerika: Prvi osvetnik |
| Item 47                                            | 2012.  | Louis D'Esposito | Eric Pearson                 | Kevin Fiege | Osvetnici                      |
| Agent Carter                                       | 2013.  | Louis D'Esposito | Eric Pearson                 | Kevin Fiege | Iron Man 3                     |
| All Hail the King                                  | 2014.  | Drew Pearce      | Drew Pearce                  | Kevin Fiege | Thor: Svijet Tame              |
| Ostalo                                             |        |                  |                              |             |                                |
| Peter's To-Do List                                 | 2019.  | John Watts       | Chris McKenna i Erik Sommers | Kevin Fiege | Spider-Man: Daleko od kuće     |

### The Consultant (2011.)
Prvi One-Shots, The Consultant, uvršten je na Blu-rayu filma Thor, objavljen 21. rujna 2011., a smješten je nakon događaja Nevjerojatnog Hulka.
Phil Coulson obavještava Jaspera Sitwella da Svjetsko vijeće sigurnosti želi Emila Blonskog/Abominationa, kojeg vide kao ratnog heroja (i okrivljuju Bruce Bannera/Hulka za uništenje Harlema), puštenog iz zatvora kako bi se pridružio projektu Avengers i stoga naredio S.H.I.E.L.D.-u da pošalje agenta koji će proslijediti zahtjev za puštanje pod njihovim nadzorom generalu Rossu. Međutim, budući da Fury ne želi Blonskog među Avengerima, dva agenta odlučuju poslati "žrtveno janje" kako bi sabotirali sastanak. Na nagovor Sitwella, Coulson nevoljko šalje "The Consultant"-a: Tony Starka. Kao što je djelomično prikazano u sceni nakon odjavne špice Nevjerojatnog Hulka, Ross, frustriran rezultatima posljednje operacije, sjedne piti u baru i prilazi mu Stark, koji ga živcira do te mjere da ga ovaj pokušava otjerati. Kao odgovor, Stark kupuje bar i ruši ga. Sljedećeg dana, Coulson je obavijestio Sitwella da je njihov plan uspio i da će Blonsky ostati u zatvoru.
Na Comic-Conu u San Diegu 2011. godine Marvel je najavio da će se The Consultant pojaviti isključivo na Thorovom blu-rayu 13. rujna 2011. godine. Film je snimljen za 2-3 dana.

### A Funny Thing Happened on the Way to Thor's Hammer (2011.)
Drugi One-Shots, A Funny Thing Happened on the Way to Thor's Hammer, uvršten je na blu-ray-u Kapetan Amerika: Prvi osvetnik, objavljen 14. prosinca 2011., a radnja je prije filma Thor.
Coulson, na putu za Albuquerque, Novi Meksiko, gdje je Mjolnir pronađen, zaustavlja se na benzinskoj postaji. Dok on bira užinu u stražnjem dijelu postaje, dva pljačkaša ulaze i traže novac iz blagajne, ali ga ne primjećuju. Kada lopovi pitaju čiji je automobil vani, Coulson se iznenađujuće otkriva i daje im ključeve automobila, a pri predaji pištolja također im odmetne pažnju i za nekoliko sekundi ih nokautira. Nonšalantno plaća grickalice i savjetuje blagajniku da ne govori ništa o tome što se dogodilo i odlazi u Novi Meksiko.

### Item 47 (2012.)
Treći One-Shots, Item 47, uvršten je na blu-ray-u Osvetnika, objavljen 29. kolovoza 2012., a smješten je nakon događaja pripovijedanih u istom filmu. U usporedbi s prethodna dva, trajanje se kreće od oko 4 do 12 minuta.
Benjamin "Bennie" Pollack i Claire Wise su mladi par obilježen financijskim teškoćama otkako su izgubili posao istraživača. Nakon događaja u New Yorku, nesretni par pronalazi chitaurijsko oružje i počinje ga koristiti za pljačku banaka, privlačeći pozornost S.H.I.E.L.D.-a, koji agentima Sitwellu i Blakeu naređuju da pronađu oružje (nazvano "Item 47") i neutraliziraju dvojicu pljačkaša. Pronađeni kako se skrivaju u motelu, Sitwell ih uspijeva uhititi nakon kratke tučnjave u kojoj uništavaju sobu i novac, ali, kasnije, impresioniran radom znanstvenika na vanzemaljskom artefaktu, umjesto da ih ubije kako je naređeno, predlaže im da se pridruže S.H.I.E.L.D.-u. Bennie zatim bude dodijeljen odjelu istraživanja i razvoja dok Claire postaje Blakeova osobna asistentica.

### Agent Carter (2013.)
Četvrti One-Shot, Agent Carter, bio je uključen na blu-ray-u Iron Man 3, objavljen 28. kolovoza 2013., to je flashback nakon događaja filma Kapetan Amerika: Prvi osvetnik.
Agentica Peggy Carter, članica SSR-a (Strategic Scientific Reserve), jedina je žena koju stalno podcjenjuje i zlostavlja šef ureda, agent John Flynn. Glavna briga SSR-a je tajanstveni "Zodiac", koji već neko vrijeme nisu uspjeli pronaći. Jedne noći, ostavljena da pospremi ured, presrela je poziv na operaciju protiv tajanstvene kriminalne skupine zvane "Zodiac". Iako je tri do pet agenata preporučeno da provedu akciju, Peggy odlazi na navedeno mjesto i sama pobjeđuje sedmoricu muškaraca i vraća neodređeni serum, tako završavajući misiju. Sljedećeg dana, umjesto komplimenata, agent Flynn je ukori zbog neposluha, insinuirajući da je jedini razlog zbog kojeg je dobila trenutni posao njezino sažaljenje prema bivšoj ljubavi Kapetanu Amerika. Rasprava je prekinuta zvonjavom telefona: na drugom kraju telefona je Howard Stark, koji naređuje Flynnu da obavijesti agenticu Carter da je prebačena u novi S.H.I.E.L.D. (Strategic Homeland Intervention, Enforcement and Logistics Division) kao zamjenik zapovjednika.
Na pola odjavne špice, zaprepašteni Dum Dum Dugan, u bazenu s Howardom Starkom, promatra dvije djevojke koje nose novoizmišljeni bikini.
Iz ovog kratkog filma snimljena je upravo istoimena televizijska serija iz 2015. godine, smještena godinu dana nakon događaja u filmu.
To se smatralo dobrim načinom povezivanja tog filma s tada nadolazećim filmom Kapetan Amerika: Zimski ratnik.

### All Hail the King (2014.)
Peti One-Shots, All Hail the King, uvršten je na Thor: Svijet tame blu-ray-u, objavljen 7. veljače 2014., a smješten je nakon događaja filma Iron Man 3.
Nakon uhićenja, Trevora Slatterya, lažni Mandarin, zatvoren je u zatvoru "Seagate", gdje ga tretiraju kao zvijezdu: ima luksuznu ćeliju, osobnog "konobara", pa čak i klub obožavatelja koji ga štiti od svih ostalih zatvorenika, poput Hermana. Jednodnevni dokumentarist Jackson Norris, s namjerom da snimi dokumentarac o Slatteryju i onome što smatra svojom najvećom izvedbom (Mandarin), odlazi u zatvor kako bi ga intervjuirao. Nakon nekih pitanja o čovjekovoj glumačkoj prošlosti (od prvog castinga kao djeteta do nastupa kao protagonista u neuspjeloj pilot epizodi CBS-a), Norris objavljuje da je njegova "interpretacija" razljutila neke ljude, uključujući terorističku skupinu Deset Prstenova, od koje Slattery nije znao postojanje, ali s kojom je bio povezan pravi Mandarin. Nakon što je s njim ubio druge ljude u ćeliji, Norris otkriva svoju pravu misiju: natjerati Slatteryja da pobjegne kako bi ga odveo do pravog Mandarina, željnog da "uzme natrag svoje ime".
Na kraju scene odjavne špice, Justin Hammer, i sam zatvoren u Seagateu, naglas se pita što Slattery ima tako posebno da dobiva svu tu pažnju.

### Peter's To-Do List (2019.)
Ovaj kratki film ne spada u originalnu Marvel One-Shots seriju kratkih filmova, ali ga fanovi ubrajaju u kratke filmove jer je uvršten kao takav u sam film.
Šesti kratki film, Peter's To-Do List, uvršten je u Spider-Man: Daleko od kuće blu-ray-u, objavljen 1. listopada 2019., a smješten je tijekom događaja u samom filmu.
Prije odlaska na put u Europu sa svojim razredom, Peter Parker ima popis zadataka:
- Prvo kupuje adapter za svoje slušalice, također pokušavajući vježbati španjolski s trgovcem, s lošim rezultatima.
- Ode u zalagaonicu da proda svoje stare igračke, tako da ima nešto novca da kupi poklon MJ, no na kraju je odlučio zadržati Lobota, svog omiljenog.
- Obnavlja isteklu putovnicu, zadatak koji brzo obavlja zahvaljujući gadgetu koji mu omogućuje da otvori druga vrata, a zatim preskoči dugu liniju čekanja.
- Posljednji zadatak je borba i uhićenje mafijaškog klana Manfredi, kojih se vrlo lako riješi, toliko brzo da se onda ruga policajcima zadirkujući ih govoreći im da će se sada morati vratiti na posao na nekoliko tjedana, budući da on odlazi.

## Vanjske poveznice
- Marvel One-Shot: The Consultant u internetskoj bazi filmova IMDb-a
- Marvel One-Shot: A Funny Thing Happened on the Way to Thor's Hammer u internetskoj bazi filmova IMDb-a
- Marvel One-Shot: Item 47 u internetskoj bazi filmova IMDb-a
- Marvel One-Shot: Agent Carter u internetskoj bazi filmova IMDb-a
- Marvel One-Shot: All Hail the King u internetskoj bazi filmova IMDb-a